# Mir Nizam Ali Khan Siddiqi Asaf Jah II
Mir Nizam Ali Khan Siddiqi Asaf Jah II (Hyderabad, 7 marzo 1734 – Hyderabad, 6 agosto 1803) fu nizam di Hyderabad dal 1762 al 1803.

## Biografia
Mīr Gārdī ʿAlī Khān Ṣiddīqī Asaf Jāh II nacque il 7 marzo 1734 ed era il figlio quartogenito del Niẓām Asaf Jah I di Hyderābād e di Unda Begūm.
Asaf Jāh II divenne subahdar del Deccan l'8 luglio 1762 e trasferì la capitale dello Stato da Aurangabad a Hyderabad nel 1763 dal momento che Aurangabad era molto vicina ai territori nemici dei Maratha ed esposta maggiormente a un'eventuale loro aggressione.
Nel 1762, Raghunathrao si alleò con il Niẓām per combattere il potere di Madhavrao Peshwa. Il Niẓām e le sue truppe marciarono verso Poona ma vennero sconfitte nel 1763 a Rakshabhuvan e venne perciò siglato un trattato di pace coi Maratha. Nel 1795, dopo nuovi scontri territoriali, i Maratha sconfissero nuovamente le truppe del Niẓām che questa volta dovette cedere Daulatabad, Aurangabad e Sholapur e pagare un'indennità di 30 milioni di rupie. 

L'anno successivo, sentendosi minacciato dal Sultano Tipu di Mysore, il Niẓām di Hyderābād si alleò con i coloni britannici, stabilendo con loro fitte relazioni commerciali che resero presto Hyderābād uno dei principali e più potenti Stati dell'India.
Asaf Jāh II morì nel Palazzo Chowmahalla a Hyderābād all'età di 69 anni, il 6 agosto 1803.